# Robert I van Bourgondië
Robert I, bijgenaamd de Oude (ca. 1011 — Fleurey-sur-Ouche, 21 maart 1076), was hertog van Bourgondië van 1032 tot 1076. 
Hij was een zoon van koning Robert II van Frankrijk en Constance van Arles. Samen met zijn broer Hendrik I van Frankrijk revolteerde hij in 1030 tegen zijn vader, en na diens overlijden streed hij tegen zijn oudere broer Hendrik om de opvolging als koning van Frankrijk. Uiteindelijk ging hij er in 1032 mee akkoord het hertogdom Bourgondië toebedeeld te krijgen en een huwelijksovereenkomst met Helia van Sémur-Brionnais. Het paar trouwde in 1033. Hella was een dochter van Dalmas, heer van Sémur en van Aremburg, en zuster van de invloedrijke abt Hugo van Cluny. In 1040 veroverde hij Auxerre op zijn neef Reinoud I van Nevers.
Robert verstootte zijn eerste vrouw en vermoordde eigenhandig haar vader en broer tijdens een feestmaal. Hij sloot een tweede huwelijksovereenkomst met Ermengarde van Anjou (1018-1076), gravin van Gâtinais, ze trouwden in 1048. Ermengarde hoorde tot het bekende huis Anjou. In 1058 trok hij naar Barcelona (Spanje) om te vechten in de Reconquista in Iberië. Auxerre ging in 1060 weer verloren. Robert stond bekend als een slecht en hebzuchtig bestuurder, enkele van zijn wandaden waren: het beroven van zijn vazallen, het zich toe-eigenen van het inkomen van het diocees van Autun en van de wijn van het kapittel van Dijon, en het beroven van de abdij van Sint-Germanus van Auxerre. Robert en Ermengarde werden volgens eigentijdse kronieken samen "op schandelijke wijze" vermoord in de kerk van Fleury Sur Ouche. Robert werd begraven in Saint-Seine-l'Abbaye.
Uit het huwelijk van Hella en Robert werden de volgende kinderen geboren:
- Hugo (1034-1060), jong overleden tijdens krijgshandelingen
- Hendrik, (1035-1066), de vader van Hugo I van Bourgondië en Odo I van Bourgondië
- Constance (1046-1093), gehuwd met Hugo II van Chalon (-1078), en in 1081 met Alfonso VI van Castilië (1040-1109)
- Robert (1040-1113), gehuwd met Violante, dochter van Rogier I van Sicilië. Dit huwelijk was gearrangeerd door Adelheid van Savona (1072-1118), de weduwe van Rogier. Zij had Robert gekozen als mederegent zolang haar zoon Rogier II van Sicilië minderjarig was. Nadat Robert het graafschap tien jaar lang tegen alle aanvallen had verdedigd (volgens Ordericus Vitalis[1]), was hij bij de meerderjarigheid van Rogier II overbodig en werd hij door Adelheid gedood met een beker vergiftigde wijn
- Simon (1044-1088).

Robert kreeg bij Ermengarde een dochter:
- Hildegarde (1049 - 1120), in 1067 gehuwd met hertog Willem VIII van Aquitanië (1025-1086).

## Voorouders
| Voorouders van Robert I van Bourgondië | Voorouders van Robert I van Bourgondië                                   | Voorouders van Robert I van Bourgondië                                   | Voorouders van Robert I van Bourgondië                                    | Voorouders van Robert I van Bourgondië                                    | Voorouders van Robert I van Bourgondië                                   | Voorouders van Robert I van Bourgondië                                   | Voorouders van Robert I van Bourgondië                                   | Voorouders van Robert I van Bourgondië                                   |
| -------------------------------------- | ------------------------------------------------------------------------ | ------------------------------------------------------------------------ | ------------------------------------------------------------------------- | ------------------------------------------------------------------------- | ------------------------------------------------------------------------ | ------------------------------------------------------------------------ | ------------------------------------------------------------------------ | ------------------------------------------------------------------------ |
| Overgrootouders                        | Hugo de Grote (897-956) ∞ 938 Hedwig van Saksen (914-965)                | Hugo de Grote (897-956) ∞ 938 Hedwig van Saksen (914-965)                | Willem III van Aquitanië (910-963) ∞ 935 Adela van Normandië (917-na 969) | Willem III van Aquitanië (910-963) ∞ 935 Adela van Normandië (917-na 969) | Bosso II van Arles (910–966) ∞ Constance van Provence (925-964)          | Bosso II van Arles (910–966) ∞ Constance van Provence (925-964)          | Fulco II van Anjou (909-958) ∞ Gerberga van Orléans (920-voor 952)       | Fulco II van Anjou (909-958) ∞ Gerberga van Orléans (920-voor 952)       |
| Grootouders                            | Hugo Capet (940-996) ∞ 968 Adelheid van Poitiers (952-1004)              | Hugo Capet (940-996) ∞ 968 Adelheid van Poitiers (952-1004)              | Hugo Capet (940-996) ∞ 968 Adelheid van Poitiers (952-1004)               | Hugo Capet (940-996) ∞ 968 Adelheid van Poitiers (952-1004)               | Willem I van Provence (956-993) ∞ 993 Adelheid van Anjou (-1026)         | Willem I van Provence (956-993) ∞ 993 Adelheid van Anjou (-1026)         | Willem I van Provence (956-993) ∞ 993 Adelheid van Anjou (-1026)         | Willem I van Provence (956-993) ∞ 993 Adelheid van Anjou (-1026)         |
| Ouders                                 | Robert II van Frankrijk (972-1031) ∞ 1003 Constance van Arles (986-1034) | Robert II van Frankrijk (972-1031) ∞ 1003 Constance van Arles (986-1034) | Robert II van Frankrijk (972-1031) ∞ 1003 Constance van Arles (986-1034)  | Robert II van Frankrijk (972-1031) ∞ 1003 Constance van Arles (986-1034)  | Robert II van Frankrijk (972-1031) ∞ 1003 Constance van Arles (986-1034) | Robert II van Frankrijk (972-1031) ∞ 1003 Constance van Arles (986-1034) | Robert II van Frankrijk (972-1031) ∞ 1003 Constance van Arles (986-1034) | Robert II van Frankrijk (972-1031) ∞ 1003 Constance van Arles (986-1034) |